# Štětsko

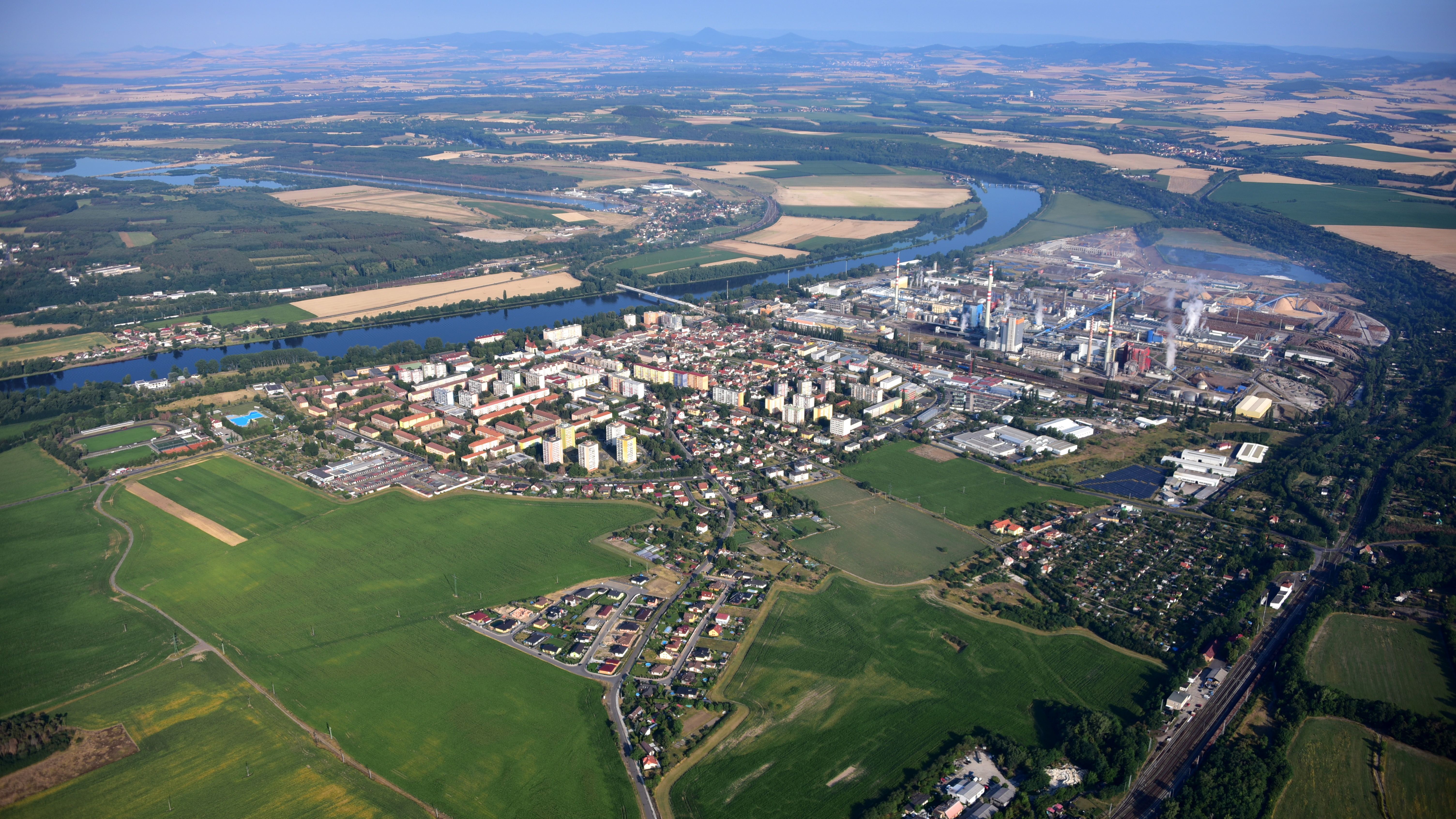
Město Štětí

Štětsko je označení regionu v okrese Litoměřice s centrem ve Štětí. 

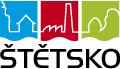

## Geografické vymezení
Na rozdíl od jiných oblastí v Čechách je geografické vymezení celkem ustálené a sídla lze  rozdělit do tří oblastí – sídla v bezprostřední blízkosti Štětí, která jsou součástí města: Stračí, Počeplice, Brocno, Radouň, Chcebuz, Veselí, Újezd, Čakovice, Hněvice, sídla v okolí Snědovic: Křešov, Lomy, Strachaly, Mošnice, Nová Ves, Střížovice, Sukorady, Velký Hubenov a na levém břehu Labe Račice .